# Dirk Opstaele
Dirk Opstaele (14 april 1958) is een Belgisch toneelregisseur, acteur, metteur-en-scène en choreograaf. Hiernaast produceerde hij ook voor meerdere theaterteksten. Als regisseur maakte hij talloze adaptaties. Sinds 1985 is hij artistiek leider en oprichter van het Brussels theaterhuis Ensemble Leporello.

## Artistieke loopbaan
In 1985 richtte Dirk Opstaele het Brussels Ensemble Leporello op. Dirk Opstaele is een van de eerste regisseurs die het muziektheater als genre bekend maakte. Een doorbraak in het Vlaamse (muziek)theater kwam er in 1986 met de productie Herz und Schmerz.

### Toneelproducties
De volgende oplijsting representeert de toneelprocties van Dirk Opstaele waarbij steeds de datum van eerste uitvoering wordt gehanteerd:
- 1983: Het Rattenkasteel
- 1984: De Papieren Tijger
- 1985: Coeur Humide
- 1986: Herz und Schmerz[4]
- 1987: Divabrasiva
- 1987: Cadenza (coproductie met Limelight (Kortrijk) - met Afra Waldhör, choreografie en script door Dirk Opstaele, muziek door Johan Van Weerst)[5]
- 1989: Tokyo
- 1990: Monstrueux (Naar Hölderlin / Sofokles,  tekst en choreografie: Dirk Opstaele, Muziek: Luc Brewaeys)[6]
- 1991: Satersang - Antigone (Coproductie met Walpurgis (Antwerpen) - Met Gordon Wilson, Craig Weston, Afra Waldhör, Judith Vindevogel, Charles Van Tassel, Pierrot Mol, Wim Konink, Marcel Andriessen, Vesna Puric. Libretto en regie: Dirk Opstael, Muziek: Luc Brewaeys)[7]
- 1992: Op vakantie (Coproductie Limelight, Tekst: Dirk Opstaele, Regie: Luc Nys)[8]
- 1992: Diana (Coproductie Limelight, Regie: Dirk Opstael)[9]
- 1992: Lover Man
- 1993: Tweelingen (naar Copi, coproductie met Indigo(Brussel), Regie: Dirk Opstaele)[10]
- 1994: Het rond punt (Choreografie en regie: Dirk Opstaele, Muziek: Denis Pousseur)[11]
- 1994: Wie nu nog zwijgt moet alles vrezen
- 1994: Op vakantie
- 1994: Luidop stilstaan
- 1995: Dooidag/Jour de fonte/Few Phenomena gave me more delight
- 1996: 1 Tartuffe (naar Molière - Adaptatie en mise en scene: Dirk Opstaele, met Andreas Bardos, Machteld Timmermans, Vital Schraenen, Koen Monserez, Dirk Opstaele, Lieve Claes en Hans Wellens)[12]
- 1996: De verovering van de zuidpool (van M. Karge, regie: Dirk Opstaele)[13]
- 1996: Isme (van Nathalie Sarraute, Vertaling en regie: Dirk Opstaele)[14]
- 1998: De Sid (van Pierre Corneille - Vertaling en regie: Dirk Opstaele, met Machteld Timmermans, Pé Vermeersch, Dirk Opstaele, Miel Van Hasselt, Koen Monserez, Vital Schraenen, Andrea Bardos, Lieve Claes)[15]
- 1998: De Ballade van de stratenmaaiers
- 1998: De afscheidssymfonie
- 1999: Des fausses confidences (naar Piere De Marivaux, adaptatie en mise-en-scène: Dirk Opstaele, met Lula Béry, Vital Schraenen, Koen Monserez, Andrea Bardos, Dirk Opstaele, Miel Van Hasselt)[16]
- 1998: Peer Gynt (naar Hendrik Ibsen,
- 1998: Et vogue !
- 1998: Vaarwel ! & Onbetrouwbaar vertrouwelijk
- 1998: Wending
- 1999: Leporello boetseert" bergtocht"
- 2000: De triomf van de dood.
- 2000: Weg en weer
- 2002: Britannis
- 2003: Bekket
- 2003: Boulevard de l'adultère
- 2004: Savent-ils tout?
- 2004: Miniatures
- 2005: Work in Progress
- 2005: Hollywood remix
- 2005: Beestenbende
- 2005: Brandgang
- 2005: Mangeclous
- 2005: Koffie / Temesta
- 2005: Simon Boccanegra
- 2006: Fool for love
- 2006: Me vilo
- 2006: Argl!
- 2007: de wijdere wereld van water
- 2007: Surfing Macbeth / La revenge de macbeth
- 2008: Arabische nacht
- 2008: Hoe het varkentje aan zijn krulstaart kwam
- 2009: Minnevozen
- 2009: Galante scènes
- 2010: Zielsverwanten
- 2010: Mars op Oostende (coproductie Vrijstaat O.)[17]
- 2011: Weg!/Disparus (Coproductie met Compagnie Des Mutants, tekst en regie: Dirk Opstaele)
- 2012: Twee meisjes en een schurk / Two Girls & A Villain (Van Mieke Laureys, Annelore Stubbe en Guido Belcanto, coach: Dirk Opstaele, muziek: Guido Belcanto, vormgeving Koen Onghena)[18]
- 2013: De gebroeders Degrave (tekst en regie: Dirk Opstaele. Productie: Ensemble Leporello)[19]
- 2013: La dernière fête
- 2013: Lyrical Minutes in the City
- 2014: Miss Wifi en Koebrev
- 2015: Cyberchute/Cyberfall
- 2015: Wachten op Godot
- 2015: Spookriedels / Phantom Tunes
- 2015: verkapt en onversneden
- 2015: Leven en dood van Moby Dick (creatie van Dirk Opstaele en Cie. Hybrid, met Bud Blumenthal (Compagnie Hybrid, Sabrina Montiel-Soto (The Fentum Factor), Frederik Neyrink)[20]
- 2017: Shakespeare is Dead - get over it!